# انتخابات پارلمانی مالی (۲۰۲۰)
انتخابات پارلمانی مالی (۲۰۲۰) در ۲۹ مارس ۲۰۲۰ در مالی برگزار شد و مرحله دوم آن نیز در ۱۹ آوریل برگزار گردید. این انتخابات قرار بود ابتدا در تاریخ ۲۵ نوامبر و ۱۶ دسامبر ۲۰۱۸ برگزار گردد، اما متعاقباً به آوریل ۲۰۱۹ و سپس به ژوئن ۲۰۱۹ تغییر زمان یافت، با این حال توسط شورای وزیران تا سال ۲۰۲۰ به تعویق افتاد. این انتخابات درحالی برگزار شد که خشونت‌ها در شمال و مرکز مالی در جریان بود.

## نظام انتخاباتی
۱۴۷ عضو مجلس ملی از ۱۲۵ حوزه انتخابی برگزیده می‌شوند. نمایندگان مجلس در نهایت از طریق نظام دومرحله‌ای انتخاب می‌شوند. در حوزه‌های انتخاباتی که بیش از یک کرسی وجود دارد، از سیستم فهرست حزبی استفاده می‌شود.

## بررسی وضعیت
در ۲۶ مارس سومالیا سیسه رهبر اپوزیسیون، سه روز قبل از برگزاری انتخابات ربوده شد. علاوه بر این روسای دهکده‌ها، مسئولان و ناظران انتخابات ربوده شدند. براساس تهدیداتی که در مالی وجود داشت ائتلاف ناظران انتخابات برای نظارت بر انتخابات ۱۶۰۰ ناظر را برای آن تعیین کردند، که در این میان تهدیدات مرگ نیز وجود داشت و یک کلانتری مورد هجوم قرار گرفت. نه نفر کشته شدند زیرا در ۲۹ مارس وسیله نقلیه آنها به یک مین زمینی برخورد کرد. روز ۳۰ مارس در میدان مین دیگری سه سرباز نیز کشته و سه نفر زخمی شدند. یک گروه وابسته به القاعده مسئولیت انفجارها و همچنین حمله به سربازان و کشتن گروهی از شکارچیان دوزو در ۲۷ مارس را به عهده گرفت.

## نتایج
در حوزه‌های انتخاباتی چند عضو از احزاب مالزی به‌طور سنتی لیست‌های بزرگی را تشکیل دادند که ترکیب آنها را از حوزه انتخاباتی به حوزه‌های دیگر تغییر می‌داد. به همین دلیل، تعداد آرای برای هر حزب در سطح ملی تعیین نشد.
انتخابات قریب به ده‌سال است با حضور کمتر از ۴۰ درصد جمعیت کشور ادامه یافته و مرحله اول توأم با خشونت‌هایی در شمال و مرکز کشور بود و به نتیجه نرسیده‌است.
|                                                     | ائتلاف مالی                                | ۱۰        |           |           |           |
|                                                     | اتحادیه برای جمهوری و دموکراسی             | ۴         |           |           |           |
|                                                     | اتحاد دموکراتیک رالی برای صلح              | ۳         |           |           |           |
|                                                     | اتحاد برای دموکراسی در مالی                | ۲         |           |           |           |
|                                                     | همبستگی آفریقا برای دموکراسی و استقلال     | ۱         |           |           |           |
|                                                     | اتحادیه مالزی برای ائتلاف دموکراتیک آفریقا | ۱         |           |           |           |
|                                                     | یلیما                                      | ۱         |           |           |           |
|                                                     | نیروهای جایگزین برای بازسازی و اضطرار      | ۰         |           |           |           |
|                                                     | جنبش میهن‌پرستان برای بازسازی               | ۰         |           |           |           |
|                                                     | اتحاد برای امنیت در مالی                   | ۰         |           |           |           |
|                                                     | کنگره ملی برای ابتکارات دموکراتیک          | ۰         |           |           |           |
|                                                     | حزب احیاء ملی                              | ۰         |           |           |           |
|                                                     | حزب توسعه اقتصادی و همبستگی                | ۰         |           |           |           |
|                                                     | )\|اتحاد دموکراسی و توسعه مالی             | ۰         |           |           |           |
|                                                     | سایر احزاب                                 | ۰         |           |           |           |
|                                                     | مستقل                                      | ۰         |           |           |           |
| آرای داده شده                                       | آرای داده شده                              | مرحله اول | مرحله اول | مرحله دوم | مرحله دوم |
| آرای داده شده                                       | آرای داده شده                              | آرا       | %         | آرا       | %         |
| آرای معتبر                                          | آرای معتبر                                 | ۲٬۶۰۳٬۱۵۷ | ۹۵٫۴۸     |           |           |
| غیرمعتبر/آرای سفید                                  | غیرمعتبر/آرای سفید                         | ۱۲۳٬۱۳۵   | ۴٫۵۲      |           |           |
| جمع                                                 | جمع                                        | ۲٬۷۲۶٬۲۹۲ | ۱۰۰       |           | ۱۰۰       |
| رای‌دهندگان ثبت نام شده/مشارکت                       | رای‌دهندگان ثبت نام شده/مشارکت              | ۷٬۶۶۳٬۴۶۴ | ۳۵٫۵۸     |           |           |
| Source: Constitutional Court, Full results, MaliWeb |                                            |           |           |           |           |